# Retrato de Vincent van Gogh (1887)

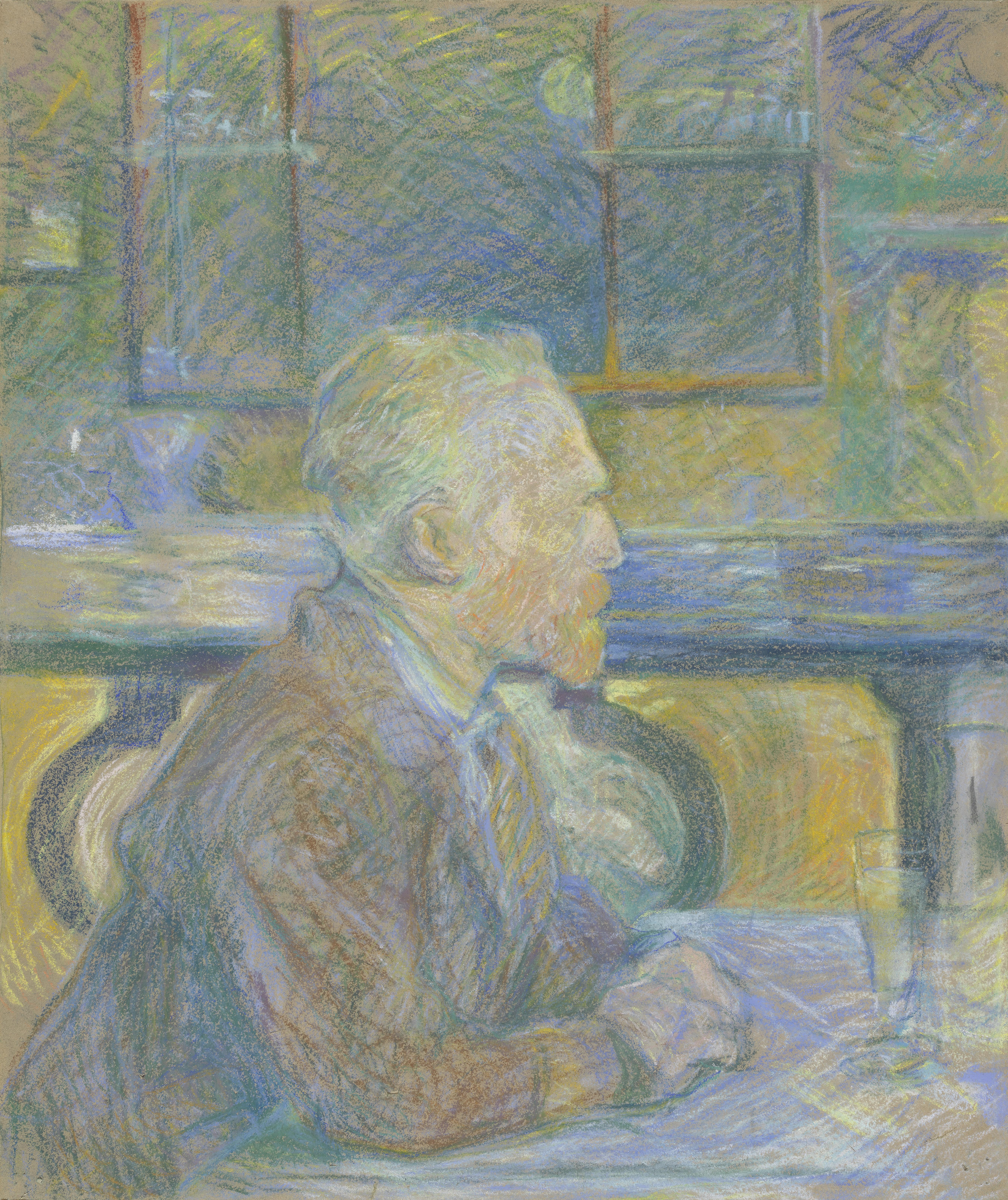
Retrato de Vincent van Gogh (1887) por Henri de Toulouse-Lautrec, pastel sobre cartón, Museo Van Gogh.

Henri de Toulouse-Lautrec hizo un pastel de tiza sobre cartón retratando a Vincent van Gogh en 1887. Toulouse-Lautrec había encontrado a Vincent, diez años mayor que él, cuando ambos tomaban lecciones en el estudio abierto (atelier libre) de Fernand Cormon en París de 1886 a 1887.  
La obra es impresionista, en tonos brillantes con predominio de los azules, naranjas y amarillos, curiosamente los colores que predominarán en la obra del holandés más adelante, con 57 cm × 46 cm. Muestra a Van Gogh durante el tiempo en que vivía con su hermano, Theo, en el barrio de Montmartre de París. Está representado sentado de perfil a la derecha, apoyado hacia delante en la mesa de un café, con una copa de absenta, como conversando. A pesar de sus retratos, autorretratos y fotos conservados, esta es la única imagen de él de perfil.  Se conserva en el Museo Van Gogh de Ámsterdam, catalogado "d693V/1962".
El joven Toulouse Lautrec ya sabía captar la personalidad y fisonomía del retratado, como el gran retratista que fue, así que se puede apreciar el temperamento obsesivo del pintor holandés de quien se hizo amigo, respetándose e influenciándose mutuamente. Incluso llegaron a exponer juntos en 1887 en el Café du Tambourin, donde probablemente esté ambientado el retrato.
Otros retratos de Van Gogh por sus contemporáneos incluyen el retrato de 1886 por John Russell, un dibujo de Vincent con su hermano Theo por Lucien Pissarro en 1887, y Van Gogh pintando girasoles (1888) de Paul Gauguin.  